# Restauro del libro
Il restauro del libro è un insieme di operazioni volte a reintegrare le parti deteriorate di un libro al fine di restituirgli una forma fisica il più possibile corrispondente all'originale e di assicurarne la conservazione nel tempo.
Nella legislazione italiana il restauro è considerato un'attività in senso stretto, ma inserita in un processo che prevede anche la conservazione, la prevenzione, la manutenzione, la progettazione e la formazione degli operatori. 
Come gli altri tipi di restauro, anche quello librario nasce come pratica artigianale e si afferma come disciplina scientifica, soprattutto in Italia con la fondazione nel 1938 del Regio Istituto di patologia del libro da parte di Alfonso Gallo . In conformità con le teorie formulate da Cesare Brandi, anche il restauro librario deve rispettare i criteri di "reversibilità, compatibilità e riconoscibilità".

## Le fasi del restauro

### Progettazione
La prima fase del restauro è la progettazione, che include l'analisi dello stato di conservazione, supportata da un'adeguata diagnostica, e la definizione e formalizzazione degli interventi necessari in una "scheda progetto". Contestualmente si avvia la documentazione fotografica che proseguirà per tutte le fasi dell'intervento. L'intervento di restauro avrà ovviamente caratteristiche specifiche dettate di volta in volta dall'oggetto trattato e dai materiali che lo costituiscono (carta, pergamena, cuoio, tela, ecc.); in generale è possibile distinguere tra interventi con o senza smontaggio.

### Operazioni "a secco/umido"
Le operazioni principali del restauro possono essere "a secco" (senza utilizzo di soluzioni)
- fascicolazione o cartulazione
- pulitura "a secco"
- scucitura (nel caso di intervento con smontaggio)

e "a umido" (con utilizzo di soluzioni)
- pulitura con solventi
- deacidificazione
- ossidoriduzione
- smontaggio con solventi o altri materiali somministratori di umidità

### Mending
La fase successiva è solitamente quella definita "mending", che include tutti gli interventi di "risarcimento" del supporto, ove presenti danni come strappi e lacune.

### Legatura
Seguono le operazioni relative alla legatura come:
- restauro o esecuzione di una nuova cucitura
- indorsatura
- restauro o esecuzione di una nuova coperta

Infine, ove necessario è prevista la realizzazione di un contenitore adatto alla conservazione.